# Sphingius kambakamensis
Sphingius kambakamensis är en spindelart som beskrevs av Gravely 1931. Sphingius kambakamensis ingår i släktet Sphingius och familjen månspindlar. Inga underarter finns listade i Catalogue of Life.